# ژرژ پلاسات
ژرژ پلاسات، (به فرانسوی: Georges Plassat) (زاده مارس ۱۹۴۹) کارآفرین و مدیر ارشد اجرایی فرانسوی است، که در حال حاضر به‌عنوان مدیر عامل اجرایی و رئیس هیئت مدیره شرکت کارفور فعالیت می‌نماید.